# Simona Ghisletta
Simona Ghisletta (1975. június 11. –) svájci nemzetközi női labdarúgó-játékvezető.

## Pályafutása

### Nemzeti játékvezetés
Játékosként tevékenykedett, de a sok sérülés miatt, baráti tanácsra 2003-ban megszerezte a játékvezetői vizsgát. 2006-ban lett hazája I. Ligás női játékvezetője.

### Nemzetközi játékvezetés
A Svájci labdarúgó-szövetség Játékvezető Bizottsága (JB) 2010-ben terjesztette fel nemzetközi játékvezetőnek, a Nemzetközi Labdarúgó-szövetség (FIFA) bíróinak keretébe. Több nemzetek közötti válogatott és klubmérkőzést vezetett vagy működő társának 4. bíróként segített.

#### Európa-bajnokság
Svájc rendezte a 2009-es U17-es női labdarúgó-Európa-bajnokság és a 2011-es U17-es női labdarúgó-Európa-bajnokság döntőit, ahol az UEFA JB 2009-ben kifejezetten asszisztensi szolgálatra, 2011-ben bíróként foglalkoztatta.

##### 2009-es U17-es női labdarúgó-Európa-bajnokság
| Időpont          | Helyszín                         | Mérkőzés típusa | Mérkőzés                  | Játékvezető      | Eredmény |
| ---------------- | -------------------------------- | --------------- | ------------------------- | ---------------- | -------- |
| 2009. június 22. | Centre sportif de Colovray, Nyon | egyik elődöntő  | Norvégia–Spanyolország    | Esther Azzopardi | 0 : 2    |
| 2008. június 25. | Centre sportif de Colovray, Nyon | öntő            | Spanyolország–Németország | Kulcsár Katalin  | 0 : 7    |

##### 2011-es U17-es női labdarúgó-Európa-bajnokság
| Időpont           | Helyszín                         | Mérkőzés típusa | Mérkőzés             | Eredmény |
| ----------------- | -------------------------------- | --------------- | -------------------- | -------- |
| 2011. július 28.. | Centre sportif de Colovray, Nyon | egyik elődöntő  | Izland–Spanyolország | 0 : 4    |
| 2011. július 31.  | Centre sportif de Colovray, Nyon | döntő           | Franciaország        | 1 : 0    |